# Lonicera kurobushiensis
Lonicera kurobushiensis är en kaprifolväxtart som beskrevs av Yuichi Kadota. Lonicera kurobushiensis ingår i släktet tryar, och familjen kaprifolväxter. Inga underarter finns listade i Catalogue of Life.